# Iglesia de la Trinidad (Manhattan)
La Iglesia de la Trinidad (en inglés: Trinity Church) es una iglesia de confesión episcopal situada en la intersección de Wall Street con Broadway al sur de Manhattan, en Nueva York.

## Historia y construcción
En 1696, el gobernador de la ciudad, Benjamin Fletcher, aprobó la adquisición de un terreno para la comunidad anglicana para la construcción de una nueva iglesia. La concesión del terreno especificaba un pequeño alquiler anual que era debido a la corona de Inglaterra.
La actual iglesia de la Trinidad es obra del arquitecto estadunidense Richard Upjohn, que la concibió en estilo neogótico. Forma parte de los National Historic Landmark, por su arquitectura, pero también a consecuencia de su papel en la historia de la ciudad. En el momento de la consagración de la iglesia el 1 de mayo de 1846 (el día de la Ascensión), su punta de inspiración neogótica, superada por una cruz dorada dominaba el skyline del sur de Manhattan. iglesia de la Trinidad era entonces un faro de bienvenida para los barcos que llegaban a puerto.
Aún con la construcción de numerosos rascacielos alrededor de la iglesia, iglesia de la Trinidad ha conservado valores espirituales muy importantes en el corazón de Manhattan, y sirve siempre de lugar de culto y de meditación para los cristianos.

## Otros datos
- La Capilla de San Pablo, que está ligada a la parroquia de iglesia de la Trinidad es el edificio más antiguo de la ciudad de Nueva York, que se utiliza aún de manera continua.
- En el momento de la su inauguración el 1846, iglesia de la Trinidad era el edificio más alto de Nueva York con una altura de 87 m[5] hasta la construcción del New York World Building en 1890, que tenía 94 m de altura.
- El 9 de julio de 1976, la iglesia recibió la visita de la reina Isabel II del Reino Unido.
- El cementerio de iglesia de la Trinidad continúa siendo el último cementerio aún utilizado de Manhattan. Hay algunas personalidades de primer orden que están enterradas en este cementerio. Se puede, sobre todo, citar al Padre fundador Alexander Hamilton o Robert Fulton, el inventor del barco a vapor.

## Galería

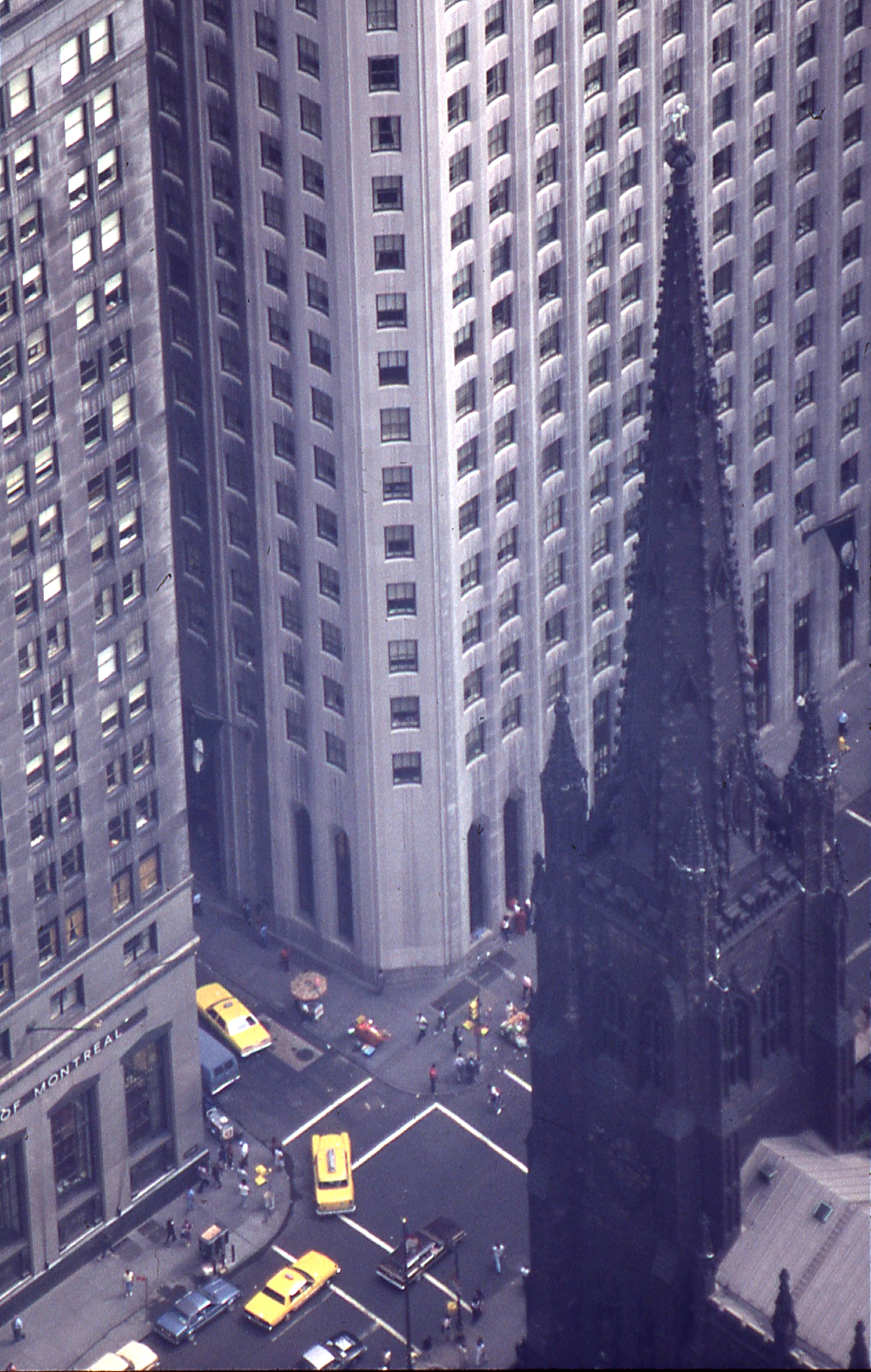
iglesia de la Trinidad vista desde el World Trade Center
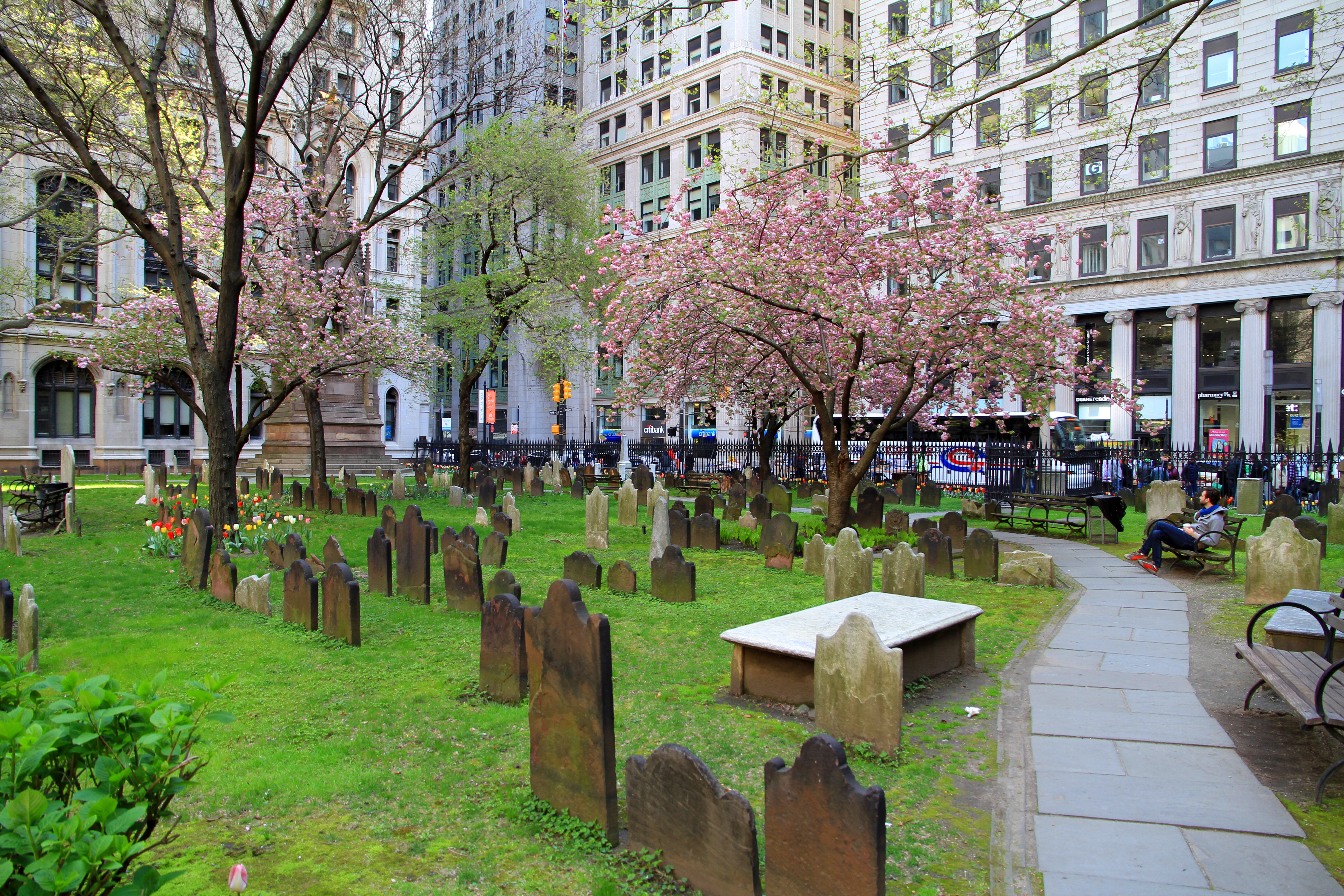
El cementerio de iglesia de la Trinidad, el último aún utilizado en Manhattan
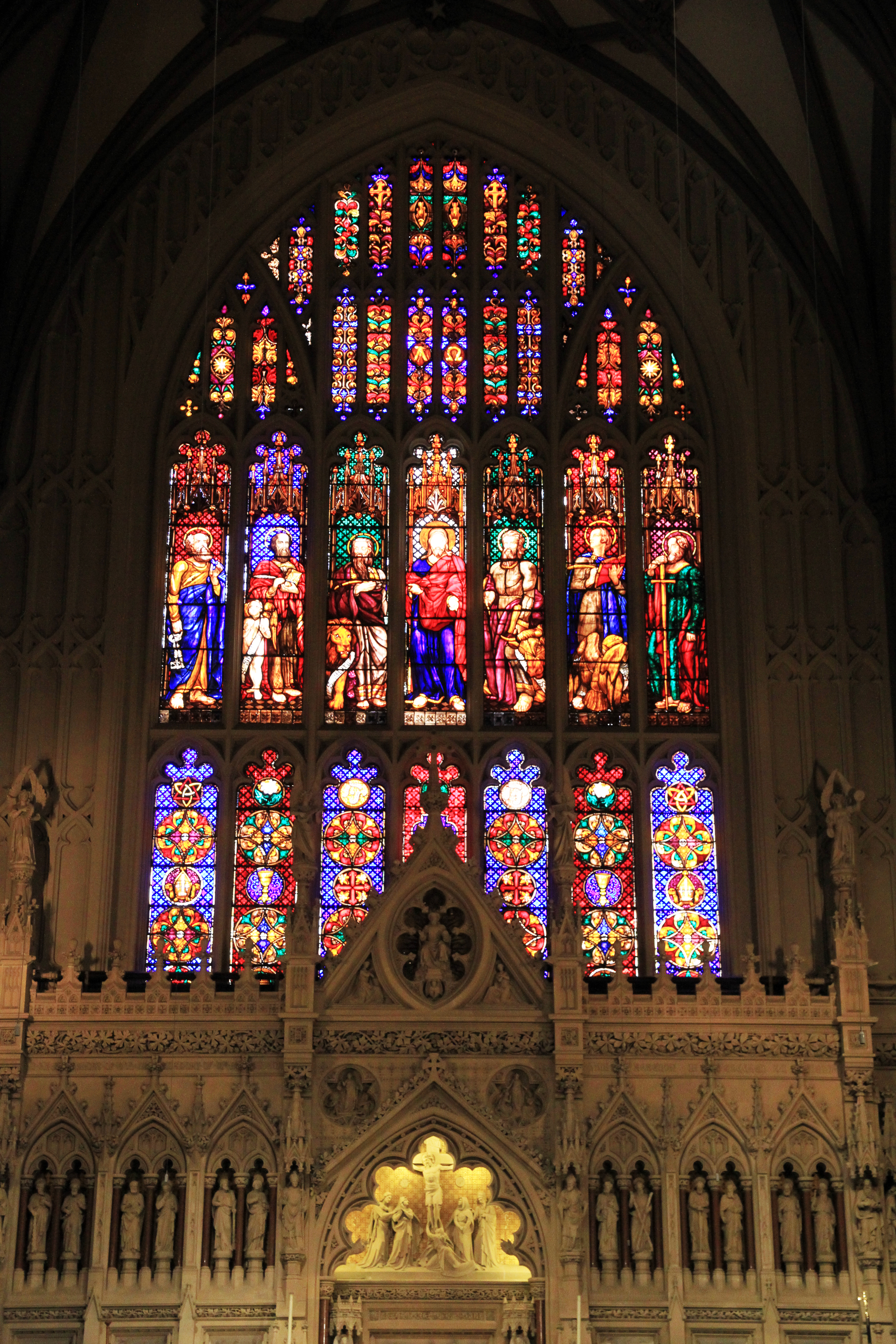
Vitral de iglesia de la Trinidad
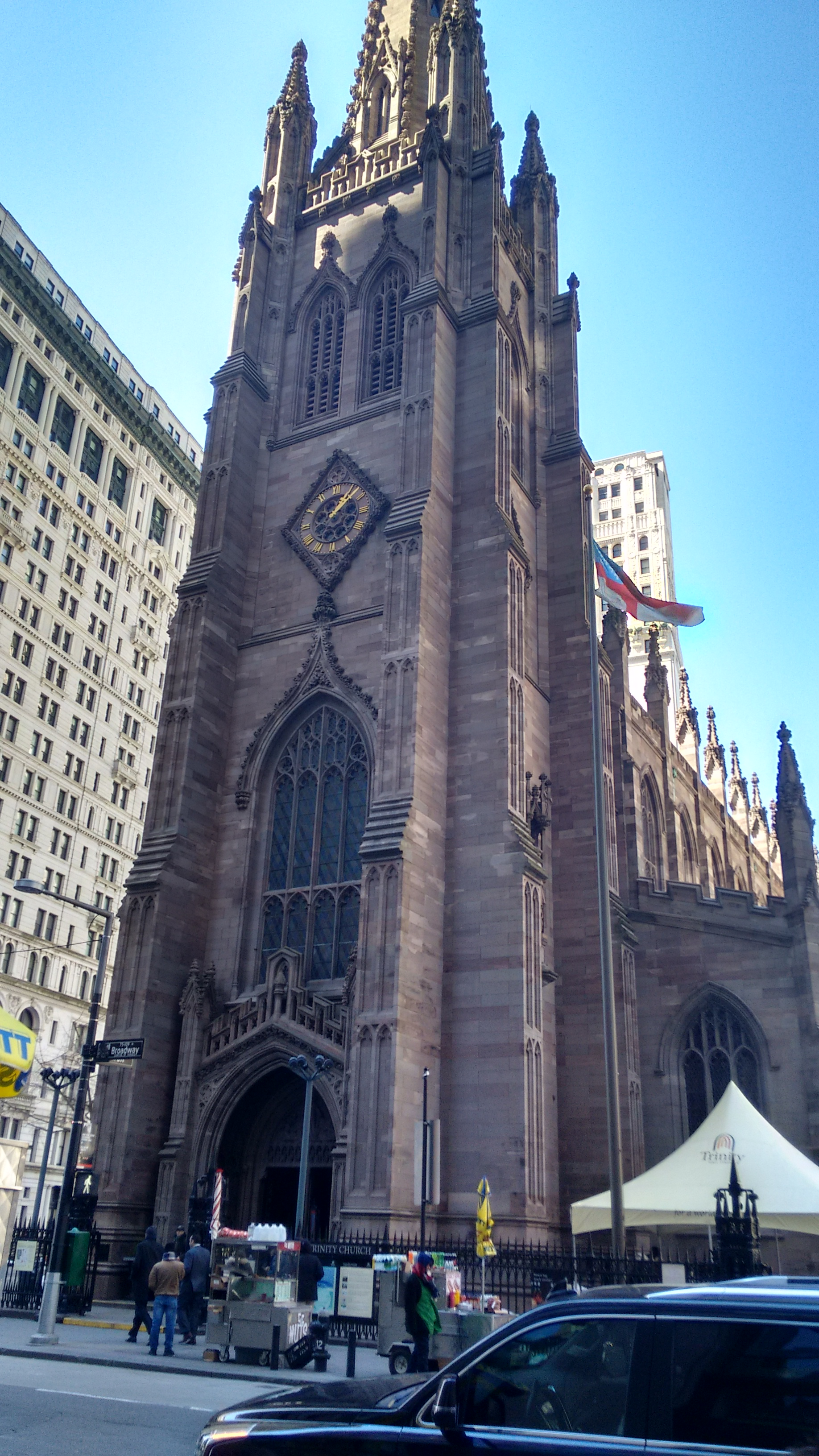
Iglesia de la Trinidad en Nueva York, vista desde E 15 th Street
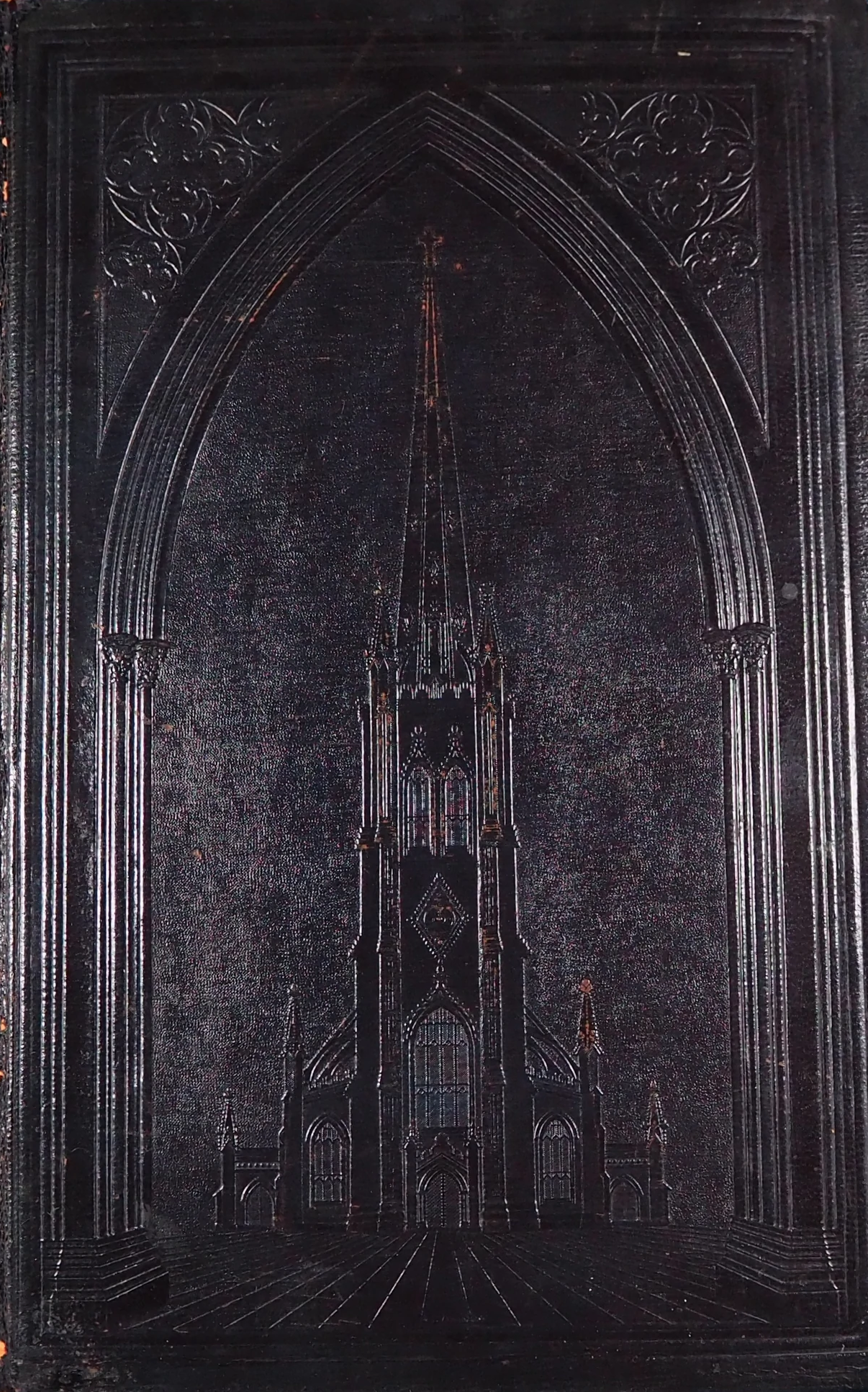
Iglesia de la Trinidad que aparece en la cubierta del Libro de Oración Común de 1843